# 啊，姑娘再見
《啊，姑娘再見》（直译：「再见，姑娘」），又译《啊，朋友再见》，是第二次世界大战期间意大利游击队的一首广为流传的歌曲，表达游击队员离开故乡去战斗的心情。

## 简介
这首歌早在19世纪就作为意大利抗议歌曲使用，后在第二次世界大战中被进一步传播。但是此歌的出处未明，但曲调很有可能出自民歌，而词作者已佚。一般认为，其曲调是借鉴流传于意大利北部的儿歌《我的奶奶即将老去》以及皮埃蒙特山区的一首山歌的曲调。 其歌词可能是改编自流行于意大利波河地区的民歌《稻田女工歌》和《墓上的花》。该歌曲曾用意大利语、俄語、波斯尼亚语、克罗地亚语、塞尔维亚语、英语、德语、库尔德语、土耳其语以及中文录制过。
这首歌的中文版本首次出现，是在南斯拉夫第二次世界大战题材电影《桥》的汉语译制片中，该电影中有一位意大利游击队员哼唱这首歌；在汉译版中，“啊，姑娘再见”被改成“啊，朋友再见”。
在中国大陆人教版音乐书教材中，为防止小学生早恋，收录的也是《桥》的版本。

## 流行文化
2017年以来因為这首歌多次出现在国际上热播的西班牙電視劇《紙房子》中，在網路上再次竄紅。Hardwell等艺人也随着这这股浪潮而翻唱多个版本。
2019年的巴西电影《教宗的承继》中也出现这首歌作为插曲。
在2021年发售的电子游戏《孤岛惊魂6》中，该歌的西班牙语版本出现在游戏早期摧毁敌人设备的任务，并且该游戏的背景也和歌曲类似，均为游击战争。
在2022年发售的《钢铁雄心4: By Blood Alone》中，这首歌成为意大利的主题曲之一，会在意大利爆发内战的时候播放。

## 歌词
| Una mattina mi son svegliato, o bella ciao, bella ciao, bella ciao ciao ciao! Una mattina mi son svegliato e ho trovato l'invasor. O partigiano portami via, o bella ciao, bella ciao, bella ciao ciao ciao o partigiano portami via che mi sento di morir. E se io muoio da partigiano, o bella ciao, bella ciao, bella ciao ciao ciao, e se io muoio da partigiano tu mi devi seppellir. Seppellire lassù in montagna, o bella ciao, bella ciao, bella ciao ciao ciao, seppellire lassù in montagna sotto l'ombra di un bel fior. E le genti che passeranno, o bella ciao, bella ciao, bella ciao ciao ciao, e le genti che passeranno mi diranno «che bel fior.» Questo è il fiore del partigiano, o bella ciao, bella ciao, bella ciao ciao ciao, questo è il fiore del partigiano morto per la libertà | 那一天早晨，从梦中醒来， 啊姑娘再见吧、再见吧、再见吧！ 一天早晨，从梦中醒来， 侵略者闯进我的家； 啊游击队呀，快带我走吧， 啊姑娘再见吧、再见吧、再见吧！ 游击队呀，快带我走吧， 我实在不能再忍受； 啊如果我在，战斗中牺牲， 啊姑娘再见吧、再见吧、再见吧！ 如果我在，战斗中牺牲， 你一定把我来埋葬； 请把我埋在，高高的山岗， 啊姑娘再见吧、再见吧、再见吧！ 把我埋在，高高的山岗， 在一朵花的影子下； 啊每当人们，从这里走过， 啊姑娘再见吧、再见吧、再见吧！ 每当人们从这里走过， 都说「啊！多么美丽的花」； 啊这花属于，游击队战士， 啊姑娘再见吧、再见吧、再见吧！ 啊这花属于，游击队战士， 他为自由献出生命！ |